# لودفيغ إنغلس
لودفيغ إنغلس (بالألمانية: Ludwig Engels؛ بالبرتغالية: Ludwig Engels) هو لاعب شطرنج برازيلي وألماني، ولد في 11 ديسمبر 1905 في دوسلدورف في ألمانيا، وتوفي في 10 يناير 1967 في ساو باولو في البرازيل.

## وصلات خارجية
- لودفيغ إنغلس على موقع مباريات الشطرنج (الإنجليزية)
- لودفيغ إنغلس على موقع 365Chess.com (الإنجليزية)
- لودفيغ إنغلس على موقع Chesstempo.com (الإنجليزية)
- لودفيغ إنغلس سجل أولمبياد الشطرنج على موقع OlimpBase.org (الإنجليزية)